# Pozziella cerilla
Pozziella cerilla är en svampdjursart som beskrevs av Díaz-Agras 2008. Pozziella cerilla ingår i släktet Pozziella och familjen Hamacanthidae. Inga underarter finns listade i Catalogue of Life.